# Петтерсен, Эспен Бугге
Э́спен Бу́гге Пе́ттерсен (норв. Espen Bugge Pettersen; род. 10 мая 1980, Тёнсберг, Эстланд) — норвежский футболист, вратарь. Выступал за сборную Норвегии. Главный исполнительный директор футбольного клуба «Саннефьорд».

## Клубная карьера
Буггу Петтерсен начинал свою карьеру в местных футбольных клубах «Тёнсберг» и «Эик-Тёнсберг» и играл там до 2001 года, после чего, он отправился в «Саннефьорд». За девять сезонов он сыграл в клубе 240 матчей из 250 возможных.
31 июля 2010 года, было объявлено, что Эспен переходит в «Мольде», подписав контракт на 3 с половиной года. В своем 2-м сезоне за клуб он выиграл чемпионат Норвегии. Тогда клуб возглавлял Уле Сульшар, закончивший карьеру в «Манчестер Юнайтед». В чемпионском сезоне он получил звание «лучший вратарь лиги».

## Карьера в сборной
Он дебютировал 29 мая 2010 года против Черногории, заменив Руне Ярстейна на 89-й минуте матча.

## Статистика

### Матчи Петтерсена за сборную Норвегии
| Матчи Петтерсена за сборную Норвегии | Матчи Петтерсена за сборную Норвегии | Матчи Петтерсена за сборную Норвегии | Матчи Петтерсена за сборную Норвегии | Матчи Петтерсена за сборную Норвегии | Матчи Петтерсена за сборную Норвегии |
| ------------------------------------ | ------------------------------------ | ------------------------------------ | ------------------------------------ | ------------------------------------ | ------------------------------------ |
| №                                    | Дата                                 | Соперник                             | Счёт                                 | Пропущено голов                      | Соревнование                         |
| 1                                    | 29 мая 2010                          | Черногория                           | 2:1                                  | —                                    | Товарищеский матч                    |
| 2                                    | 17 ноября 2010                       | Ирландия                             | 2:1                                  | —                                    | Товарищеский матч                    |
| 3                                    | 12 ноября 2011                       | Уэльс                                | 1:4                                  | 2                                    | Товарищеский матч                    |
| 4                                    | 18 января 2012                       | Таиланд                              | 1:0                                  | —                                    | Товарищеский матч                    |
| 5                                    | 21 января 2012                       | Республика Корея                     | 0:3                                  | 3                                    | Товарищеский матч                    |
| 6                                    | 2 июня 2012                          | Хорватия                             | 1:1                                  | 1                                    | Товарищеский матч                    |
| 7                                    | 7 сентября 2012                      | Исландия                             | 0:2                                  | 2                                    | Чемпионат мира 2014 (отбор)          |

Итого: 7 матчей / пропущено 8 голов; 3 победы, 1 ничья, 3 поражения.